# Zamek w Zwoleniu
Zamek w Zwoleniu (słow. Zvolenský hrad, Zvolenský zámok) – zamek z XIV wieku w Zwoleniu na Słowacji, narodowy zabytek kultury Republiki Słowackiej.

## Historia
Zamek wzniesiono w 2. połowie XIV wieku, pomiędzy 1370 a 1382 rokiem na polecenie Ludwika Węgierskiego jako zameczek myśliwski wzorowany na tego typu włoskich budowlach. Był przebudowywany w XVI, XVII i XVIII wieku. 
Późnogotycką przebudowę na samym początku XVI w. finansował jeden z najbogatszych i najbardziej wpływowych ludzi na ówczesnych Węgrzech, górniczy przedsiębiorca i jednocześnie rajca krakowski Jan Thurzo, któremu królowa Anna w zamian za pożyczki oddała w zastaw swe majątki w środkowej Słowacji. Przebudowa polegała głównie na otoczeniu zamku pasem nowych murów obronnych z czterema kolistymi basztami i czworokątną wieżą bramną, w który włączono tzw. „kapitański dom” po stronie południowej. Sam pałac ozdobiono wówczas malowidłami ściennymi oraz kamiennymi, bogato zdobionymi portalami w pomieszczeniach na parterze. W obliczu rosnącego zagrożenia ze strony Turcji, w drugiej połowie XV w. na polecenie cesarza Ferdynanda I Habsburga renesansową przebudowę zamku przeprowadzili włoscy specjaliści od fortyfikacji. Po barokowych przebudowach z XVIII w. jego ówcześni właściciele z rodu Esterházych w 1805 r. sprzedali zamek państwu.
Obiekt uznano za narodowy zabytek kultury Republiki Słowackiej. Budowla została poddana rekonstrukcji i rewitalizacji. Zamek wykorzystywany jest jako przestrzeń muzealna oddziału Słowackiej Galerii Narodowej.

## Architektura
Zamek został wzniesiony w stylu gotyckim, otaczają go renesansowe fortyfikacje. Rezydencja była przebudowana w stylu barokowym.
Z pierwotnej gotyckiej bryły zachowały się m.in. obramienia trójdzielnych okien oraz czerwono-białe boniowanie. W zachodniej części dziedzińca znajduje się kaplica. We wnętrzu znajduje się m.in. barokowa sala z XVIII wieku z kasetonowym stropem.

## Galeria

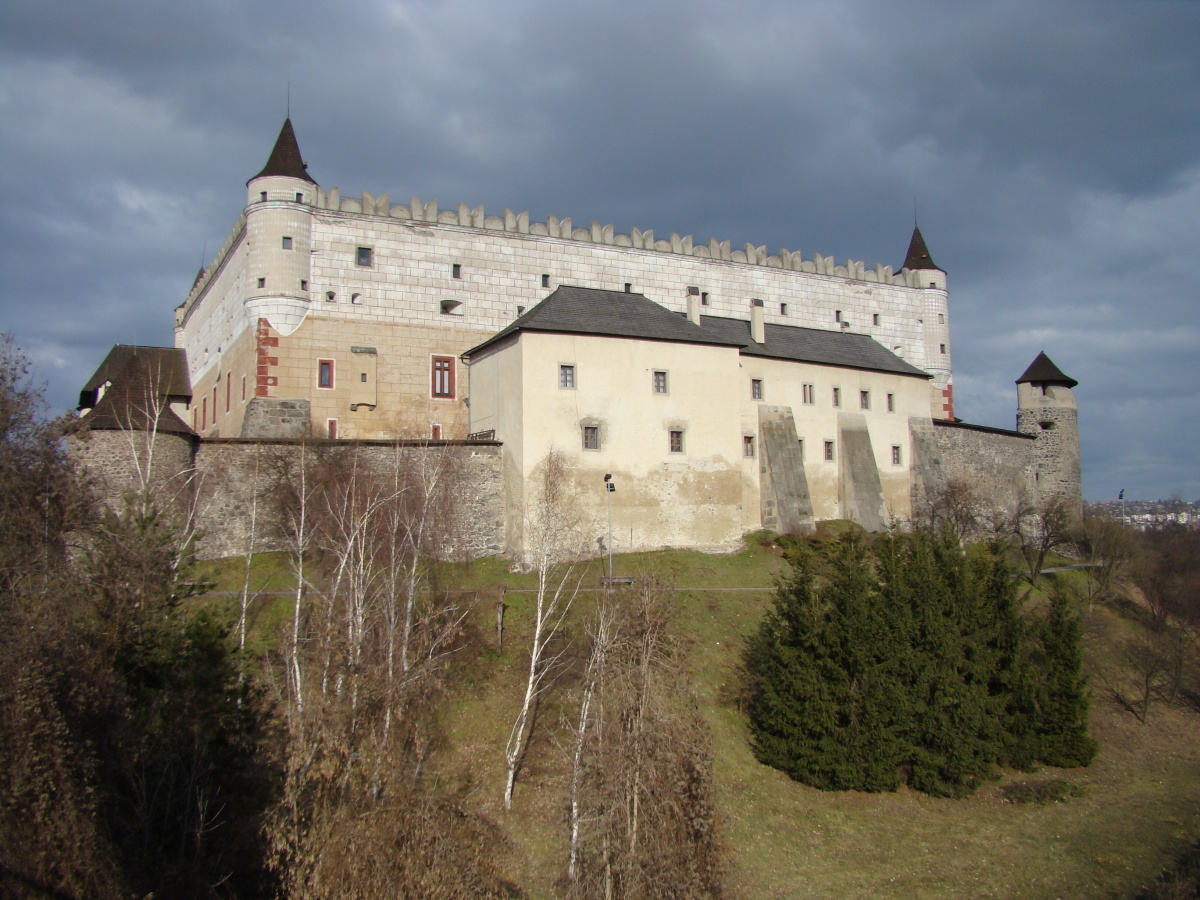
Zamek otoczony fortyfikacjami
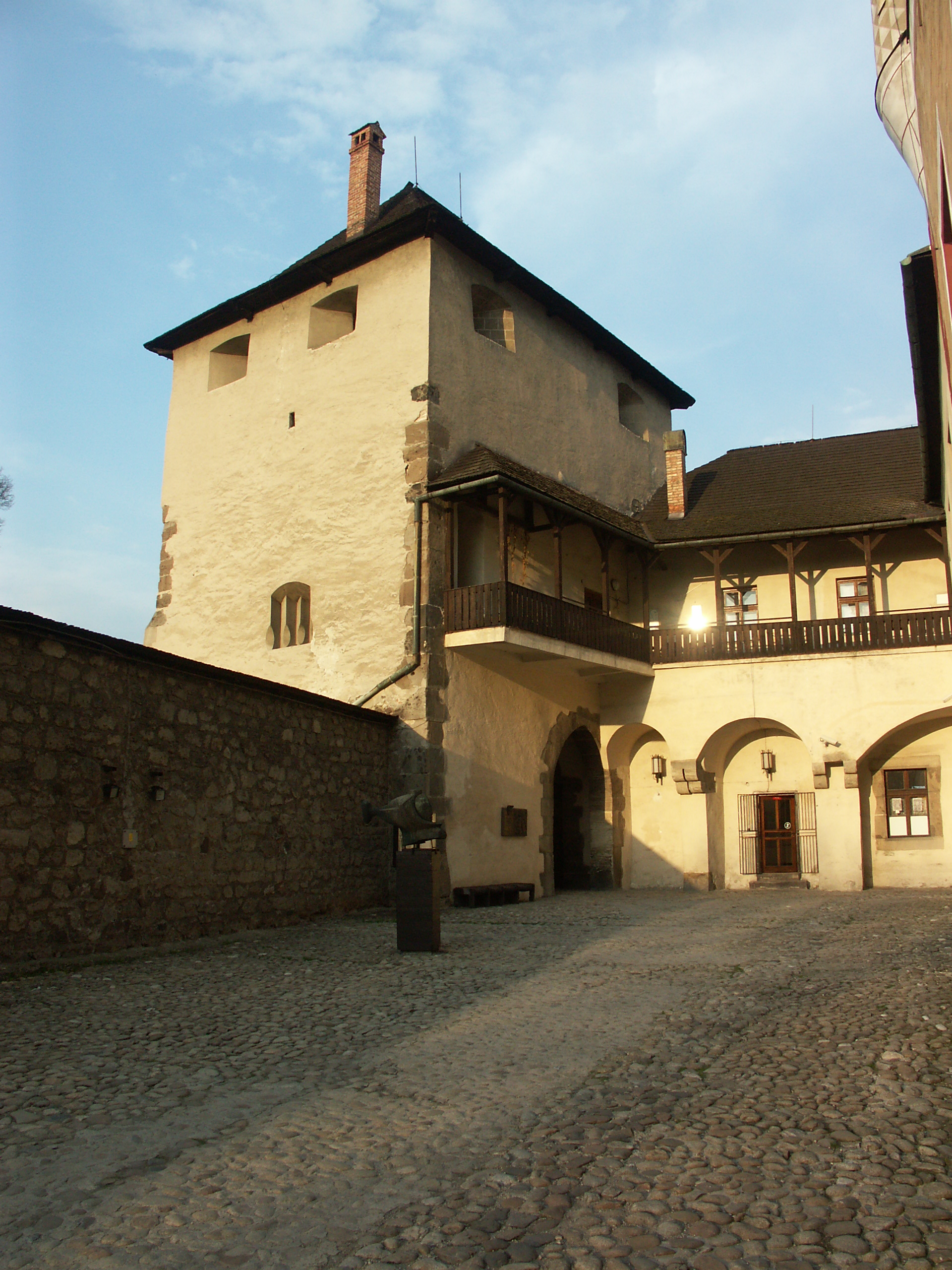
Baszta
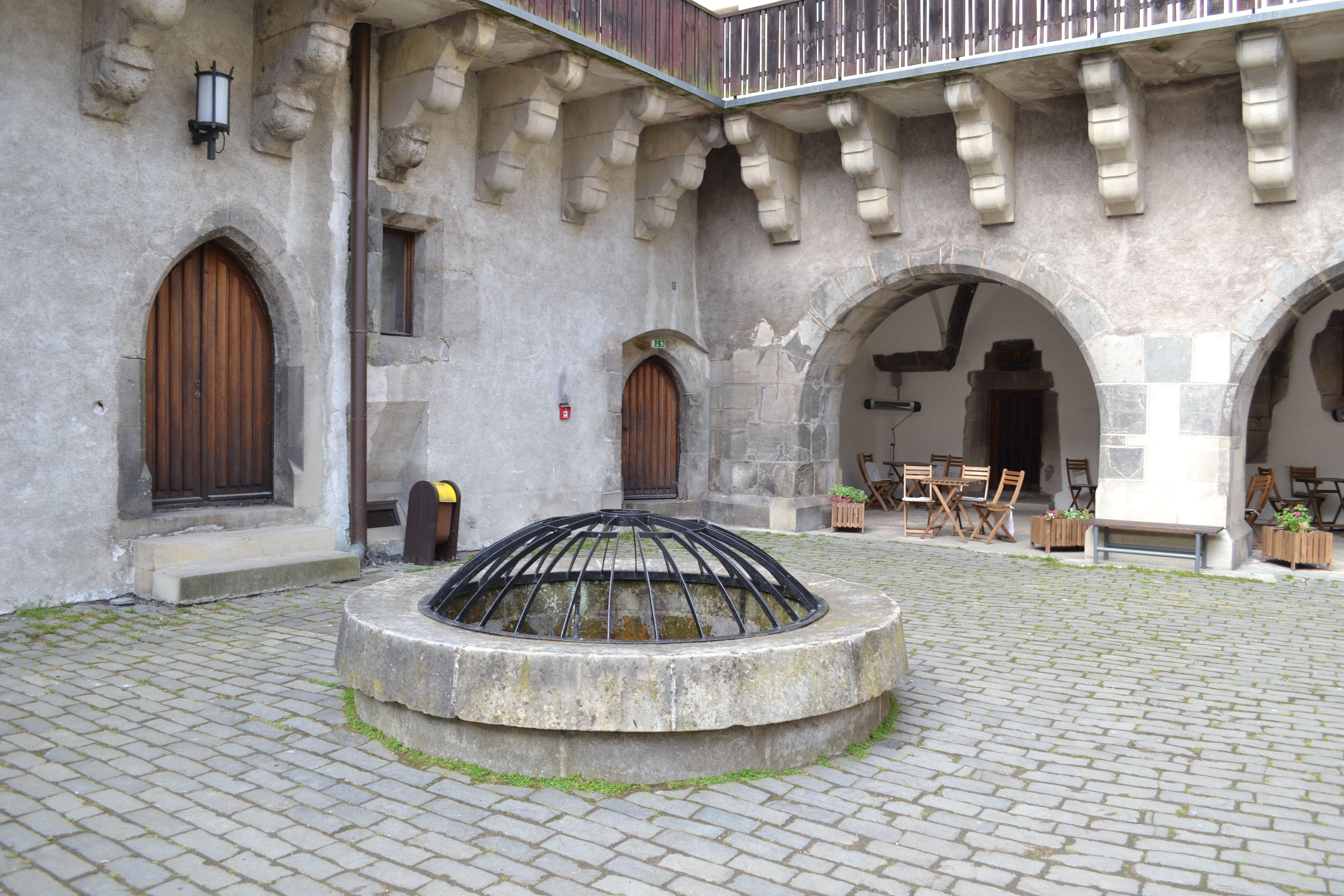
Dziedziniec ze studnią
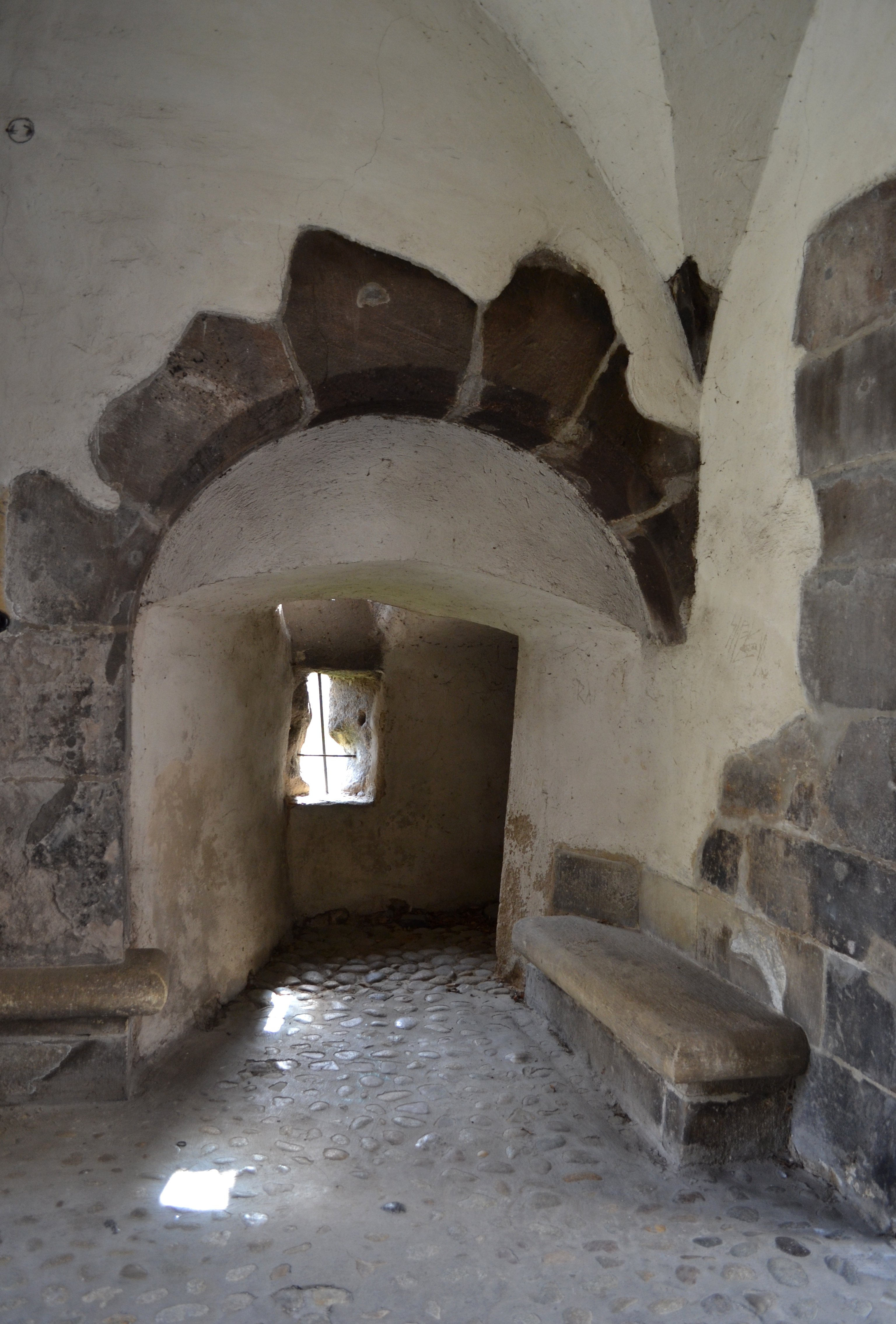
Wnętrze bramy
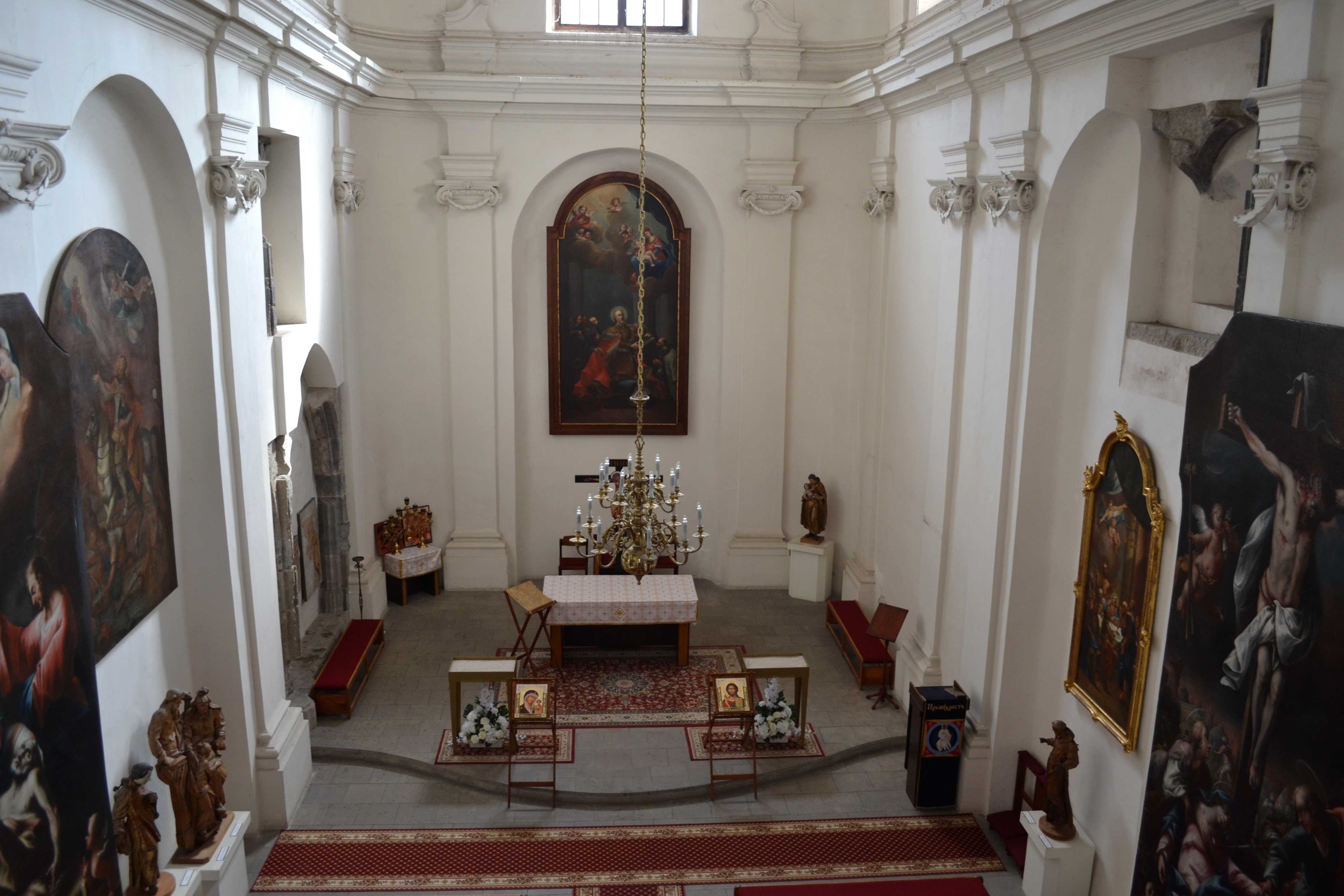
Wnętrze kaplicy św. Stefana
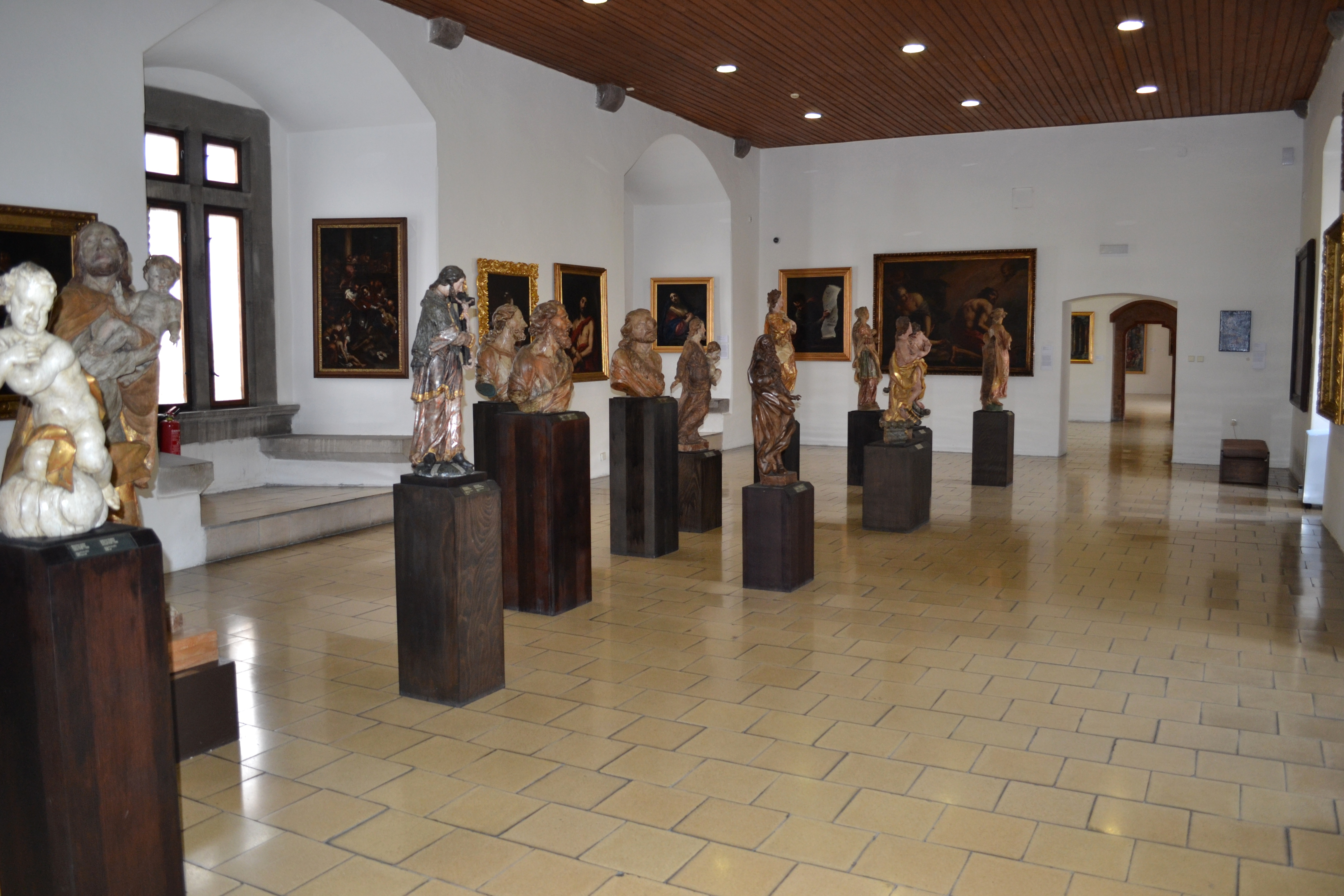
Wystawa rzeźby
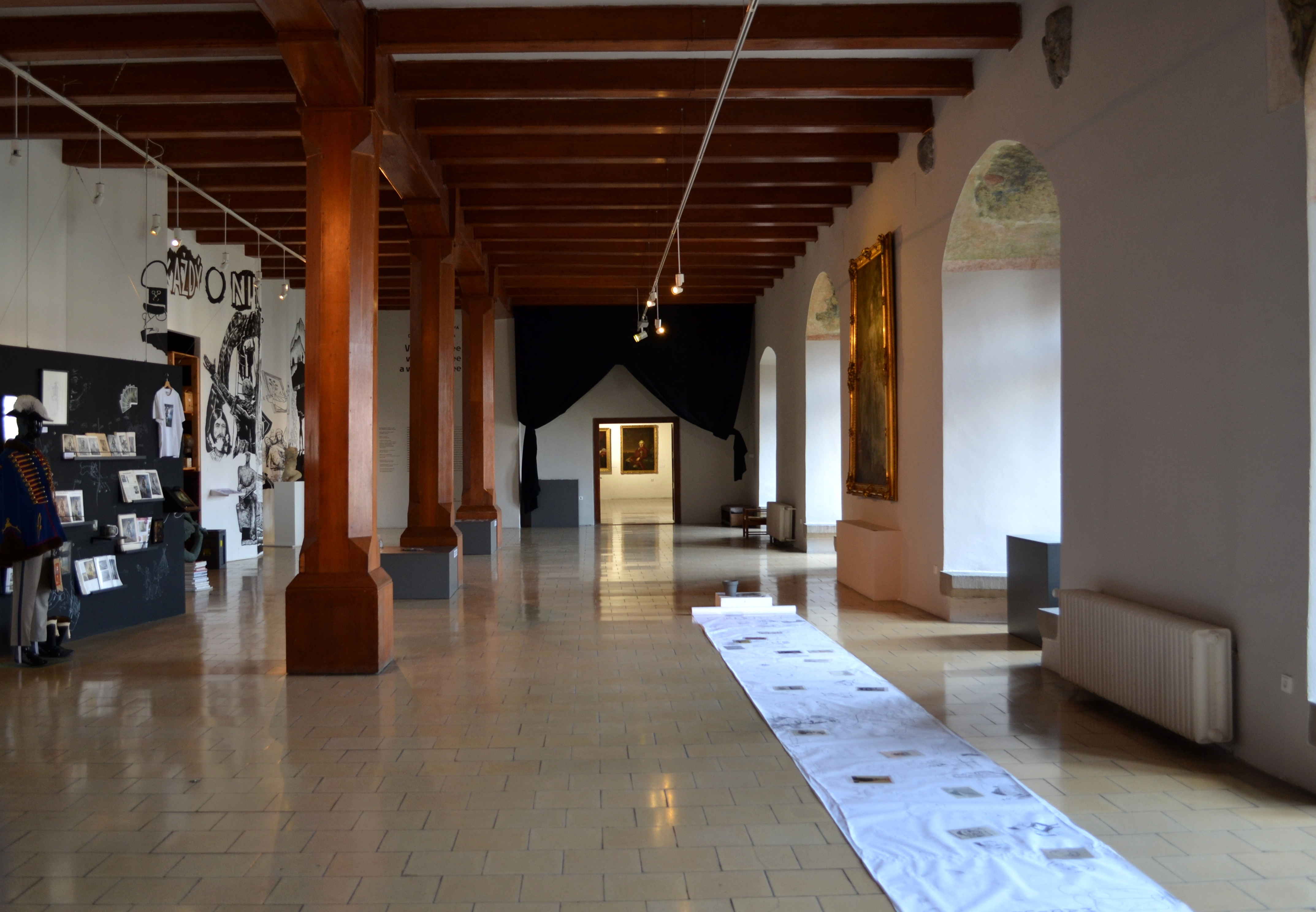
Przestrzeń wystawowa